# The Secret Policeman's Balls
 (août 2012).
The Secret Policeman's Balls est le nom collectif utilisé de manière informelle pour décrire la longue série de spectacles mis en scène au Royaume-Uni pour lever des fonds pour l'organisation des droits humains Amnesty International. Les spectacles ont commencé en 1976 principalement comme galas mettant en vedette de comédie populaires britanniques artistes comiques et, plus tard élargi pour inclure des artistes musicaux de premier plan.
En mars 2012, The Secret Policeman's Ball eut lieu pour la première fois aux États-Unis.
À l'occasion du 50ème anniversaire d' Amnesty International, l'édition 2012 du Secret Policeman's Ball eut lieu pour la première fois aux États-Unis.

## Sources et bibliographie
- (en) Martin Lewis et Peter Walker, The Secret Policeman's Other Ball, Eyre Methuen, 1981, 96 p.  (ISBN 978-0413500809)
- (en) Terence Blacker , The Secret Policeman's Third Ball, Sidgwick & Jackson, 1987, 138 p.  (ISBN 978-0283995309)
- (en) Amnesty International, The Very Best of . . . The Secret Policeman's Ball: The Greatest Comedy Line-up Ever, Canongate UK, 2014, 464 p.  (ISBN 978-0857867360)